# آرثر جاي فورست
آرثر جاي فورست (بالإنجليزية: Arthur J. Forrest)‏ هو جندي أمريكي، ولد في 1896 في سانت لويس في الولايات المتحدة، وتوفي بنفس المكان في 30 نوفمبر 1964.